# پیچه (پوشاک)
پیچه نوعی روبند و از پوشش‌های زنانه که از موی یال و دم اسب بافته و به شکل مربع یا مستطیل و به رنگ سیاه است.